# Hapalochlaena lunulata
Il polpo dagli anelli blu settentrionale (Hapalochlaena lunulata Quoy e Gaimard, 1832), noto anche come polpo dagli anelli blu maggiore, è un mollusco cefalopode della famiglia Octopodidae, diffuso nelle barriere coralline dell'Indo-Pacifico.
Come gli altri membri del suo genere, noti in inglese come blue-ringed octopus (polpi dagli anelli blu), è una specie famosa per il suo veleno, una neurotossina mortale, considerata fatale anche per un uomo adulto e in salute.

## Descrizione

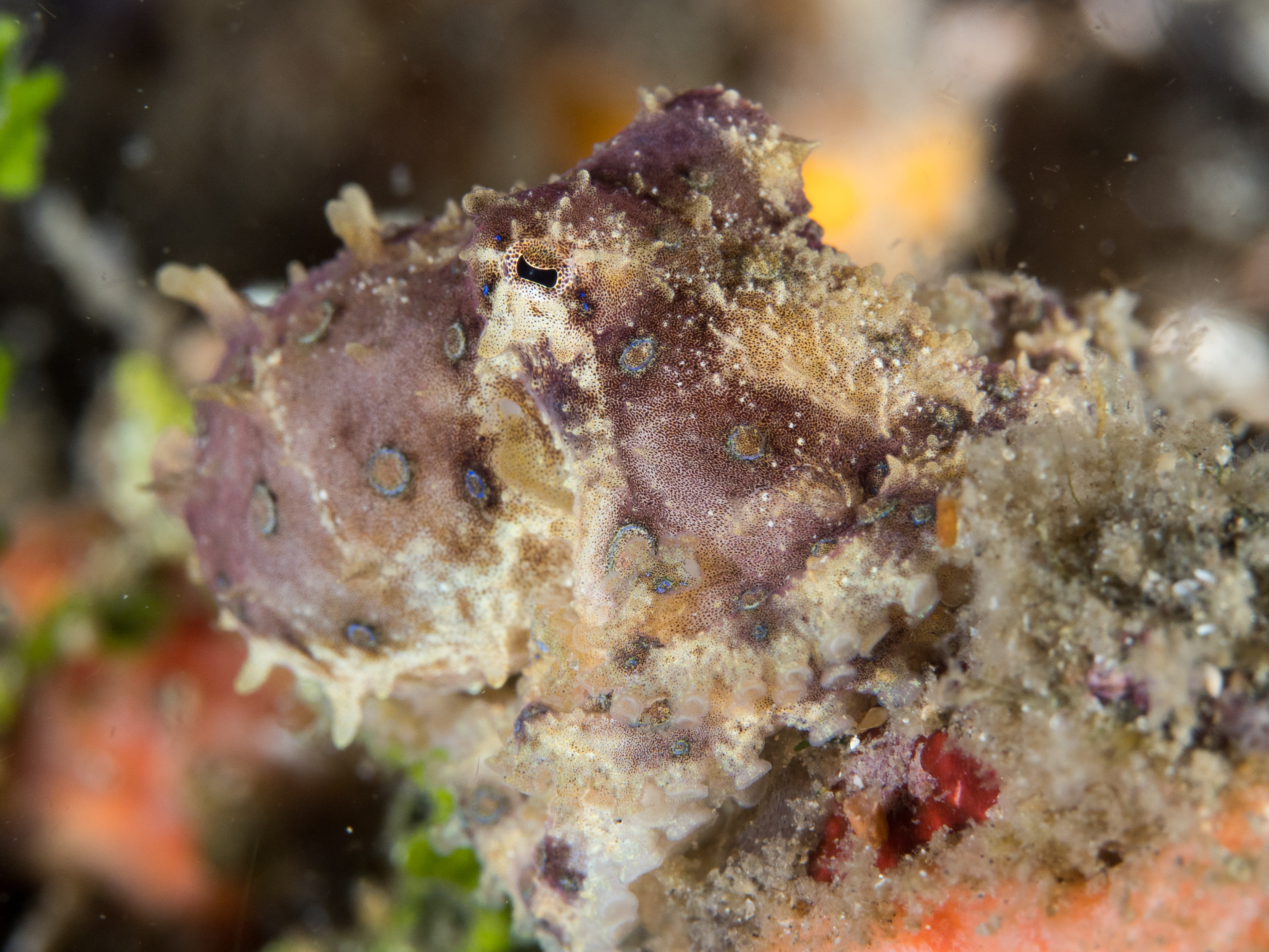
H. lunulata in atteggiamento mimetico, notare la pelle rugosa

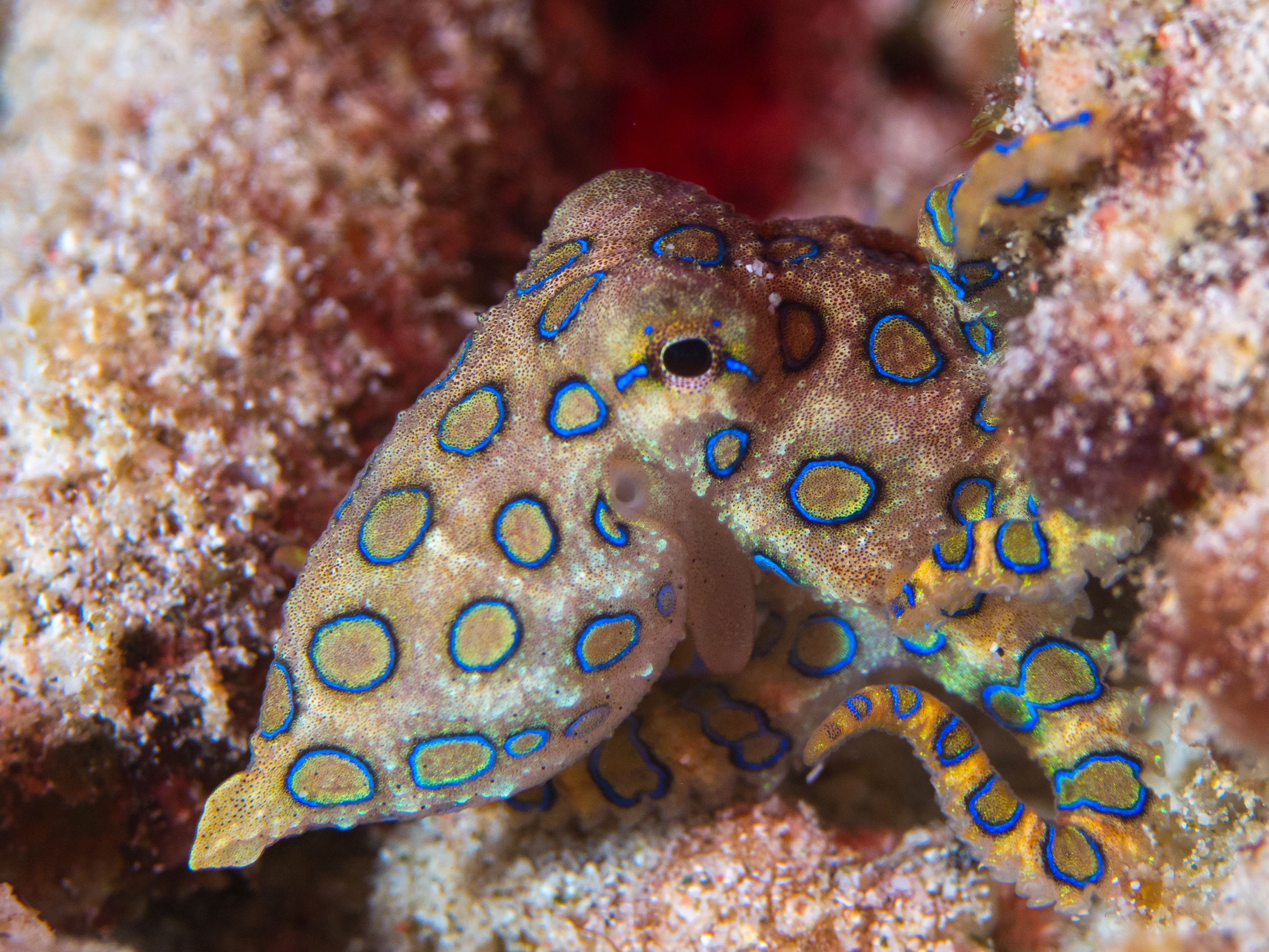
H. lunulata in atteggiamento difensivo, notare gli anelli blu vivo

H. lunulata è uno dei polpi più piccoli; i polpi dagli anelli blu sono infatti noti per le loro piccole dimensioni, che raramente superano quelle di una pallina da golf. Il corpo (mantello) di H. lunulata è lungo circa 5 cm e le braccia 7 cm, con un peso variabile da 10 fino a 100 g, sebbene la media sia di circa 55 g.

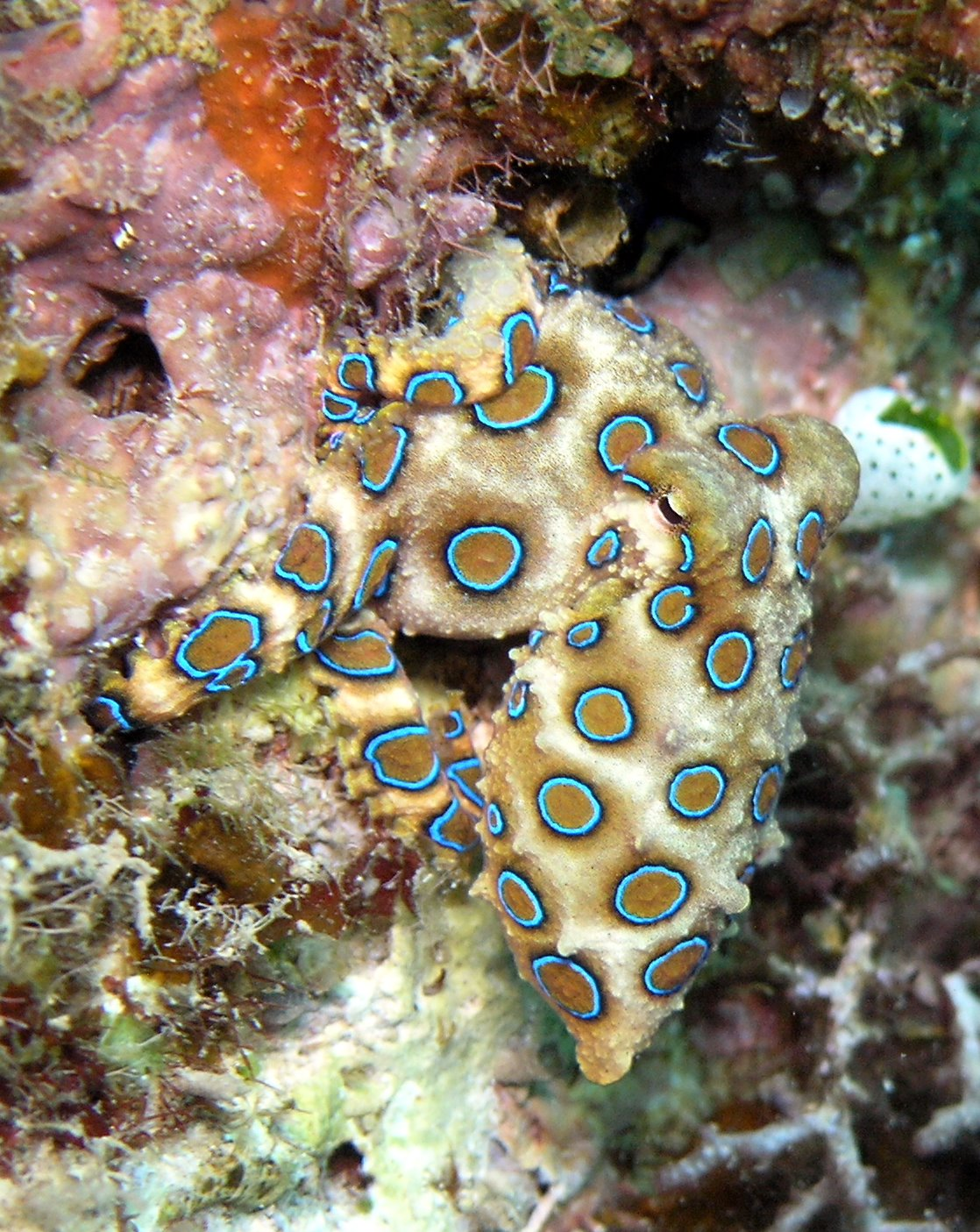
H. lunulata su una sporgenza della barriera corallina, il suo habitat tipico

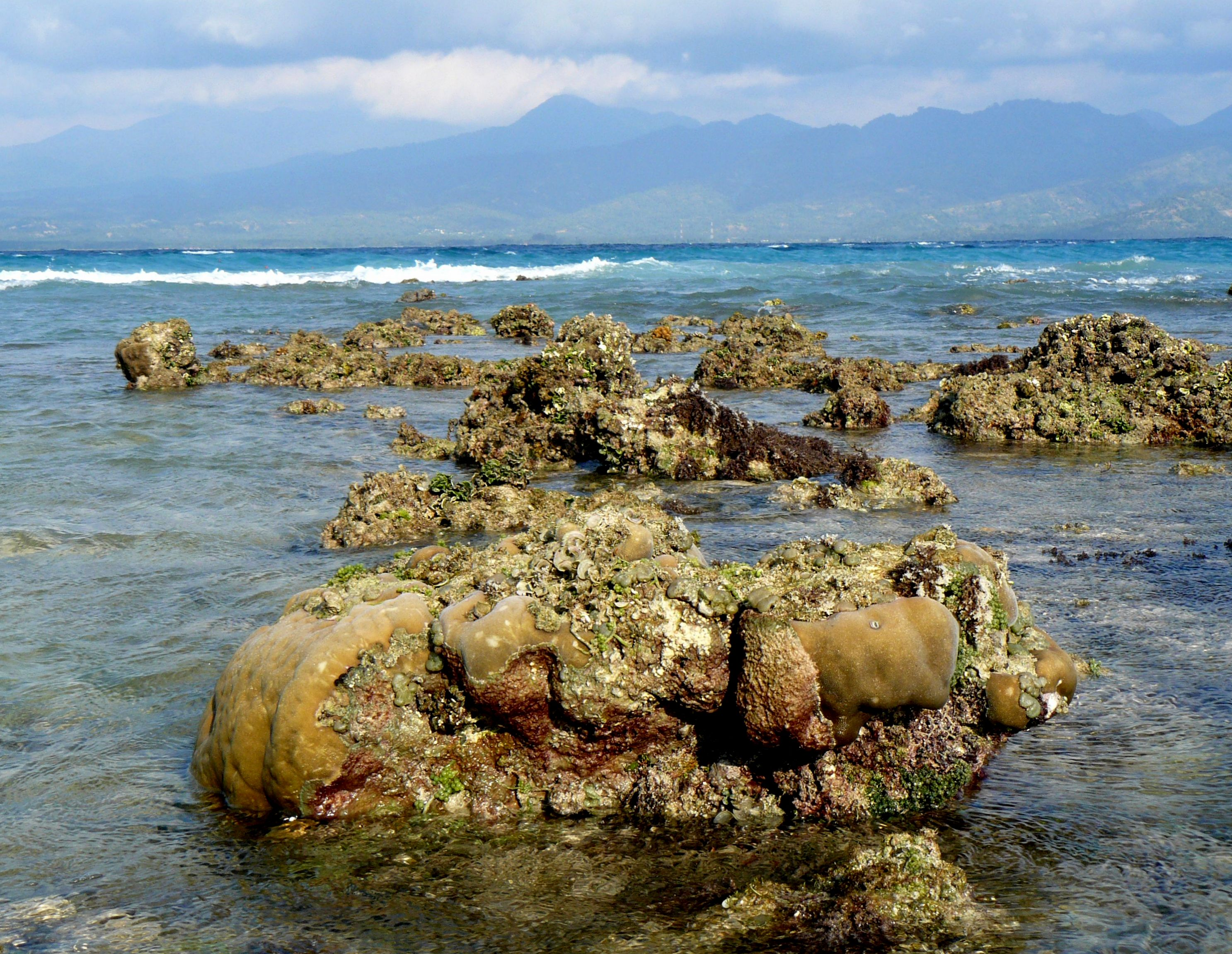
Quando la bassa marea lascia pozze e coralli fuori dall'acqua H. lunulata si avvicina alla costa

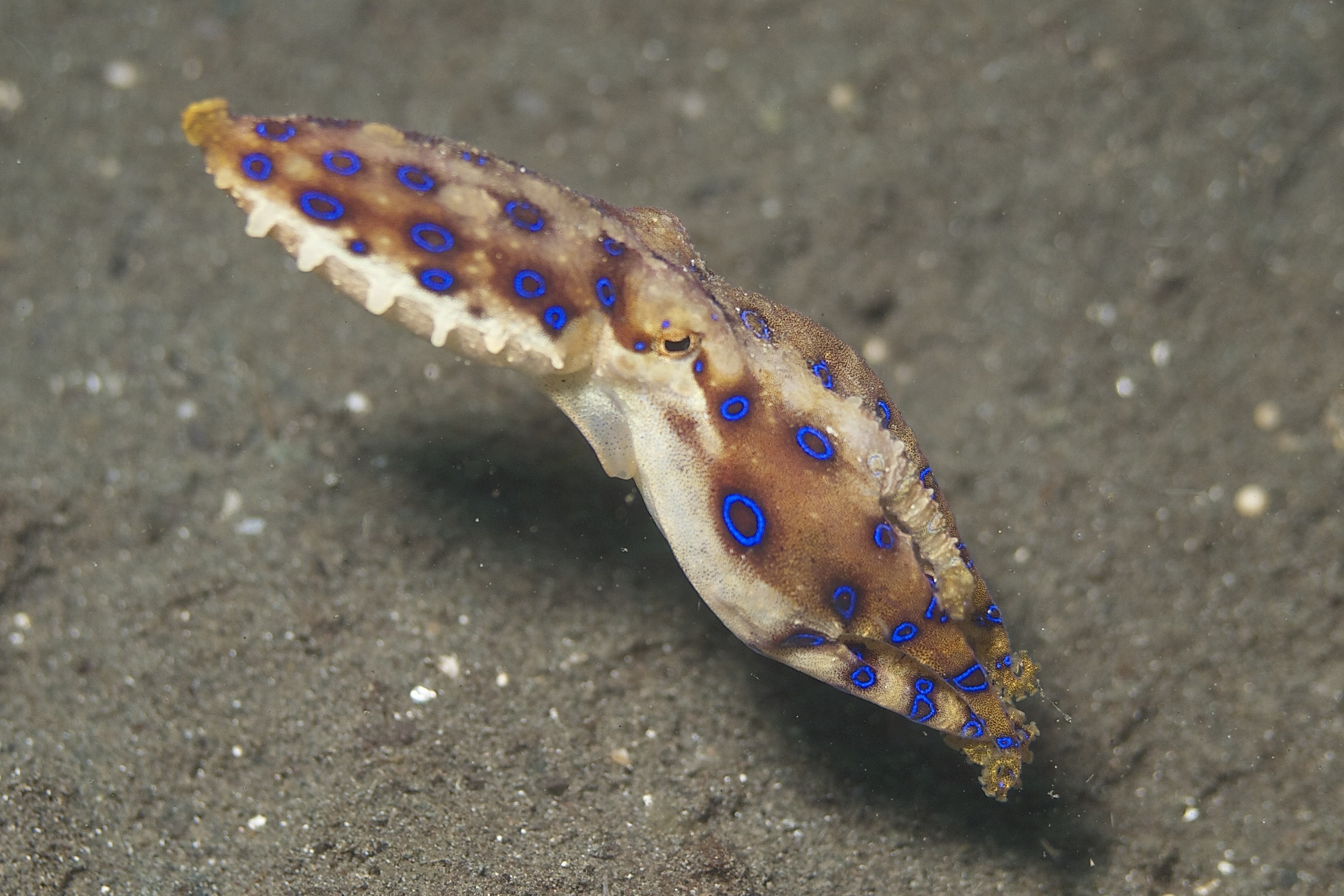
H. lunulata è comune anche su fondali sabbiosi, come a Lembeh

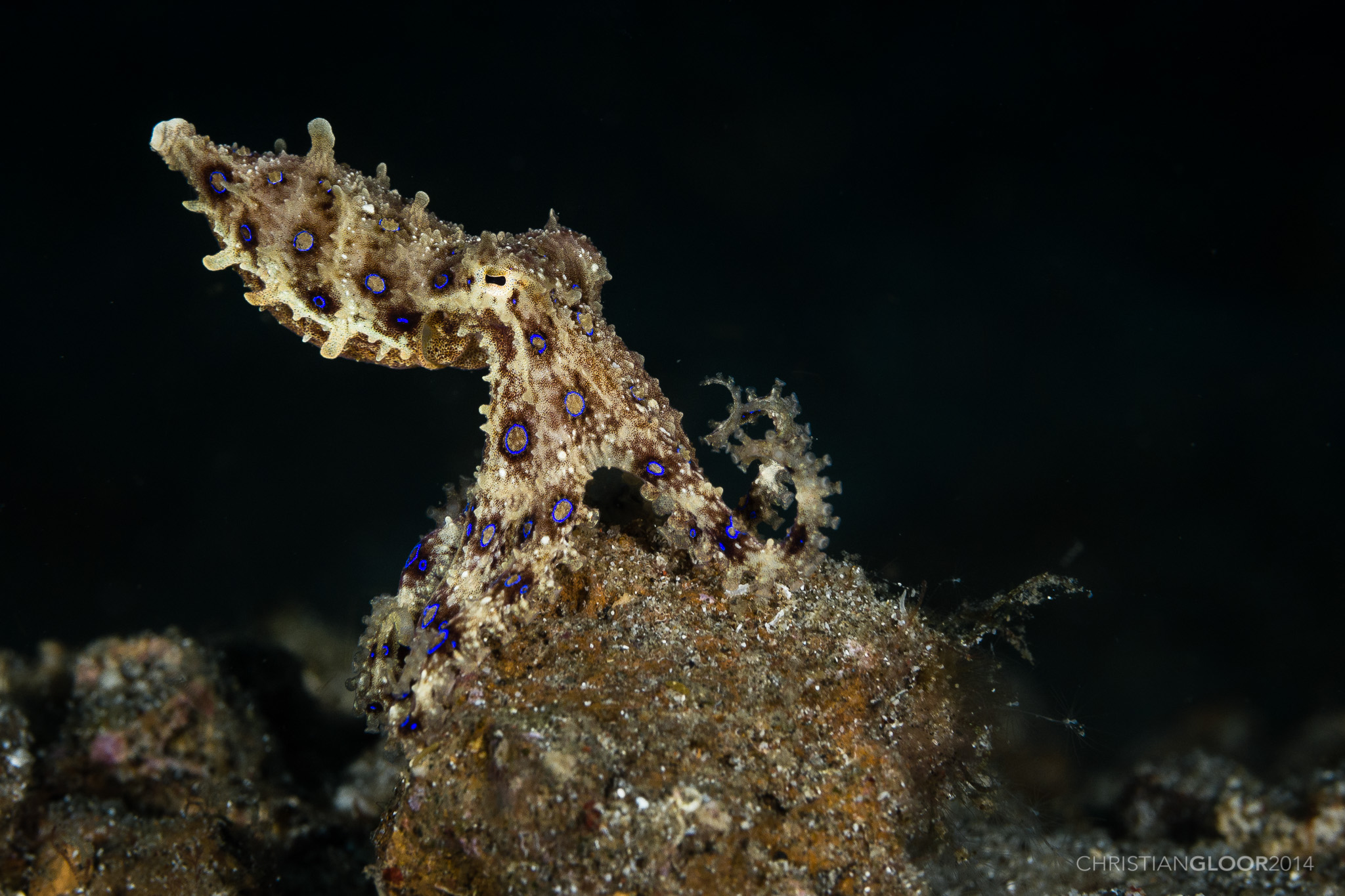
H. lunulata di notte

## Distribuzione e habitat
Questo piccolo polpo vive nelle acque tropicali dell'Oceano Pacifico occidentale, dall'Indonesia alla Grande barriera corallina australiana. Vive nelle barriere coralline, nelle baie e nelle lagune a pochi metri di profondità, ma è molto comune soprattutto nelle pozze coralline che si formano momentaneamente lungo la costa con la bassa marea.

## Biologia
I polpi dagli anelli blu fanno uso dei propri cromatofori per mimetizzarsi con l'ambiente circostante, ma se provocati cambiano rapidamente colore, divenendo giallo brillante e facendo risaltare gli anelli blu. Si tratta di un chiaro avvertimento aposematico.

### Alimentazione
Caccia crostacei e pesci di piccole dimensioni, principalmente piccoli granchi.

### Comportamento
Il suo morso è altamente velenoso e potenzialmente mortale anche per l'uomo, sebbene l'indole di tale mollusco sia sostanzialmente pacifica e timida e difficilmente aggredisce se non infastidito.

## Veleno
Nelle ghiandole salivari del polpo dimorano specie batteriche simbionti le quali sono responsabili della produzione di una tossina altamente velenosa, la tetradotossina, una neurotossina che uccide provocando la paralisi progressiva della muscolatura volontaria. Il becco a pappagallo del polpo punge facilmente la pelle e il muscolo sottostante. Il morso è relativamente indolore, ma il veleno che inietta è 100 volte più tossico del cianuro a causa della presenza della tetradotossina: reagisce rapidamente, colpisce e paralizza i muscoli della vittima, provocando la perdita immediata del gusto, della sensibilità e della vista. Se non si interviene si rischiano paralisi e arresto respiratorio. Un solo morso può uccidere un adulto in 90 minuti; non si conoscono antidoti, ma il massaggio cardiaco e la respirazione artificiale riescono a spostare le tossine nell'organismo e impediscono danni a lungo termine. In tutto il XX secolo si contano, però, solo tre vittime riconosciute.